# Ants Mängel
Ants Mängel (* 26. Januar 1987 in Tallinn) ist ein estnischer Badmintonspieler. 

## Karriere
Ants Mängel gewann nach mehreren Juniorentiteln 2005, immer noch als Junior startend, seinen ersten nationalen Titel bei den Erwachsenen in Estland. Zehn weitere Titelgewinne folgten bis 2011.

## Sportliche Erfolge
| Saison | Veranstaltung                               | Disziplin    | Platz | Name                            |
| ------ | ------------------------------------------- | ------------ | ----- | ------------------------------- |
| 2003   | Estland: Einzelmeisterschaften der Junioren | Herrendoppel | 1     | Raul Must / Ants Mangel         |
| 2004   | Estland: Einzelmeisterschaften der Junioren | Mixed        | 1     | Ants Mängel / Grete Hõim        |
| 2004   | Estland: Einzelmeisterschaften der Junioren | Herrendoppel | 1     | Vahur Lukin / Ants Mängel       |
| 2005   | Estland: Einzelmeisterschaften der Junioren | Mixed        | 1     | Ants Mängel / Karoliine Hõim    |
| 2005   | Estland: Einzelmeisterschaften der Junioren | Herreneinzel | 1     | Ants Mängel                     |
| 2005   | Estland: Einzelmeisterschaften der Junioren | Herrendoppel | 1     | Ants Mängel / Rene Reinmann     |
| 2005   | Estland: Einzelmeisterschaften              | Herrendoppel | 1     | Raul Must / Ants Mängel         |
| 2006   | Estland: Einzelmeisterschaften der Junioren | Mixed        | 1     | Ants Mängel / Karoliine Hõim    |
| 2006   | Estland: Einzelmeisterschaften der Junioren | Herrendoppel | 1     | Ants Mängel / Mikk Aru          |
| 2006   | Estland: Einzelmeisterschaften              | Mixed        | 1     | Ants Mängel / Karoliine Hõim    |
| 2006   | Estland: Einzelmeisterschaften              | Herrendoppel | 1     | Raul Must / Ants Mängel         |
| 2007   | Estland: Einzelmeisterschaften              | Mixed        | 1     | Ants Mängel / Karoliine Hõim    |
| 2007   | Estland: Einzelmeisterschaften              | Herrendoppel | 1     | Raul Must / Ants Mängel         |
| 2009   | Estland: Einzelmeisterschaften              | Mixed        | 1     | Ants Mängel / Karoliine Hõim    |
| 2009   | Estland: Einzelmeisterschaften              | Herrendoppel | 1     | Raul Must / Ants Mängel         |
| 2010   | Estland: Einzelmeisterschaften              | Herrendoppel | 1     | Raul Käsner / Ants Mängel       |
| 2010   | Estland: Einzelmeisterschaften              | Mixed        | 1     | Ants Mängel / Karoliine Hõim    |
| 2011   | Estland: Einzelmeisterschaften              | Herrendoppel | 1     | Ingmar Seidelberg / Ants Mängel |
| 2011   | Estland: Einzelmeisterschaften              | Mixed        | 1     | Ants Mängel / Karoliine Hõim    |